# Mahdalynivka
Mahdalynivka (en ukrainien : Магдалинівка) ou Magdalinovka (en russe : Магдалиновка) est une commune urbaine de l'oblast de Dnipropetrovsk, en Ukraine, et le centre administratif du raïon de Mahdalynivka. Sa population s'élève à 6 506 habitants en 2013.

## Géographie
Mahdalynivka est arrosée par la rivière Chaplynka (en ukrainien : Чаплинка), un affluent du Dniepr. Elle est située à 52 km au nord de Dnipro et à 359 km au sud-est de Kiev.

## Histoire
Mahdalynivka est fondée en 1778 par un militaire à la retraite. L'origine du nom du village, dérivé de Mahdalyna (en ukrainien : Магдалина, en français « Madeleine »), n'est pas établie de manière certaine. En 1886, Mahdalynivka comptait 604 habitants. Le village accéda au statut de commune urbaine en 1958.

## Population
Recensements (*) ou estimations de la population :
| 1959* | 1970* | 1979* | 1989* | 2001* |
| ----- | ----- | ----- | ----- | ----- |
| 4 542 | 3 604 | 5 721 | 6 944 | 6 821 |

| 2009  | 2010  | 2011  | 2012  | 2013  |
| ----- | ----- | ----- | ----- | ----- |
| 6 527 | 6 541 | 6 471 | 6 510 | 6 506 |

## Personnalités liées à la commune
(Liste non-exhaustive, classée en ordre croissant d'années de naissances)
Né(e)s sur la commune
- Maria Lastivka (uk) (1926-2004), actrice de théâtre ;
- Semyon Ivanovich Tsipko (ru) (1927-), contremaître des hauts fourneaux[2] ;
- Nikolay Parkhomenko (ru) (1935-2009), lutteur et entraîneur soviétique[3] ;
- Denis Dyachenko (en) (1986-), footballeur.

## Économie
Ukrtransgaz y gère le stockage souterrain de gaz Prolétaire de 1 milliards m³.